# Messery

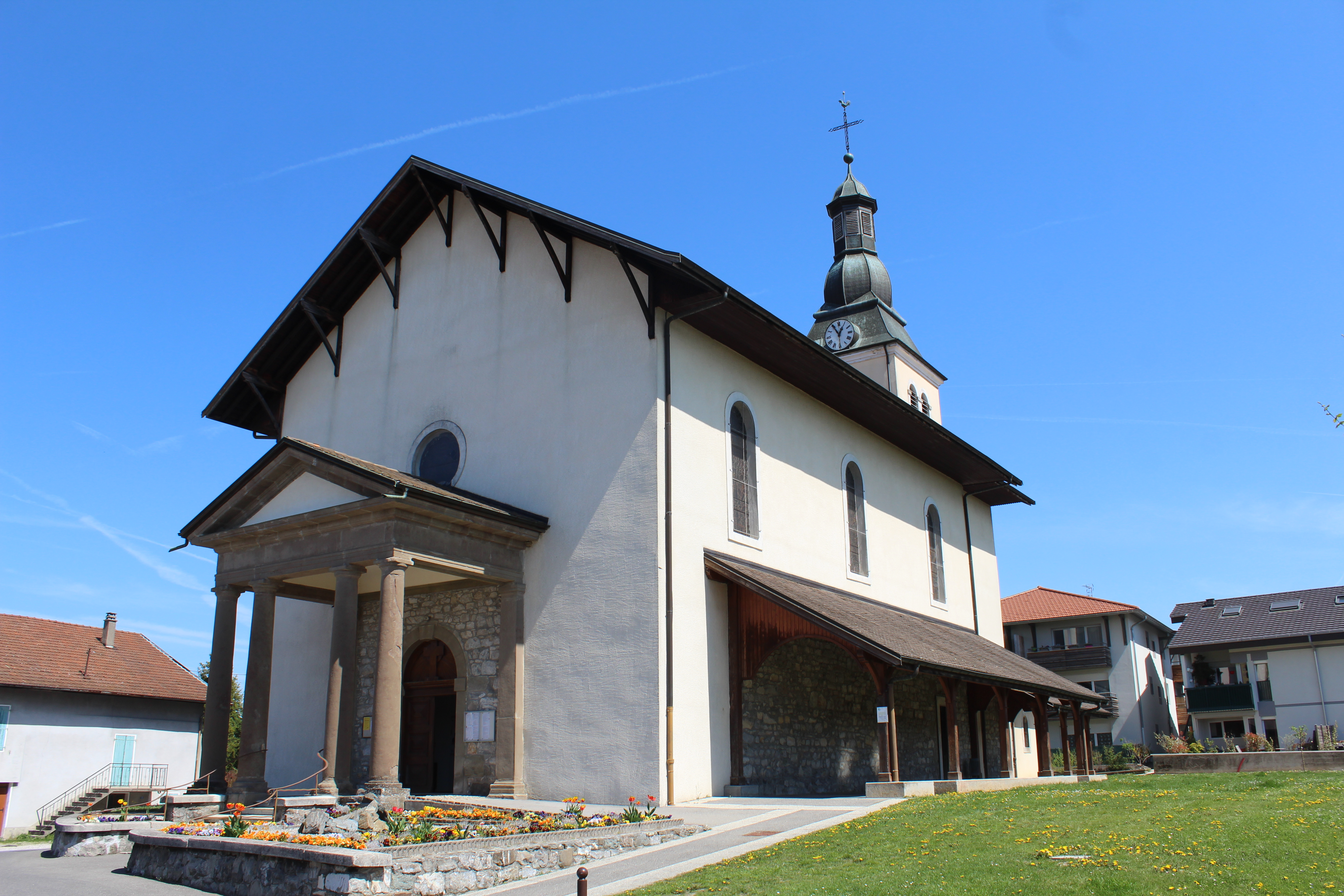
Église St Pierre in Messery

Messery ist eine französische Gemeinde im Département Haute-Savoie in der Region Auvergne-Rhône-Alpes.

## Geographie
Messery liegt auf 428 m, 20 Kilometer nordnordöstlich der Stadt Genf (Luftlinie). Das Dorf erstreckt sich auf einer Anhöhe über dem Südufer des Genfersees etwa gegenüber der schweizerischen Stadt Nyon, auf der Westseite der Presqu’île du Léman, einer breiten Halbinsel, die weit in den Genfersee hinausragt.
Die Fläche des 9,22 km² großen Gemeindegebiets umfasst einen Abschnitt am Südufer des Genfersees, die Seeuferlinie beträgt ungefähr 3,25 km. Das Gemeindeareal erstreckt sich vom flachen Seeufer südostwärts über einen sanft ansteigenden Hang bis auf das Plateau der Presqu'île du Léman. Hier befinden sich die ausgedehnten Wälder Bois de Parteyi und Bois Couti. Die höchste Erhebung wird mit 456 m auf der Höhe bei Essert erreicht.
Zu Messery gehört die Weilersiedlung Essert (447 m) an aussichtsreicher Lage am Rand des Plateaus der Presqu'île. Nachbargemeinden von Messery sind Chens-sur-Léman und Massongy im Süden, Excenevex und Yvoire im Osten sowie Nernier im Norden.

## Geschichte
Das Gebiet um Messery war schon sehr früh bewohnt. Die ältesten Spuren stammen von zwei Uferrandsiedlungen aus dem Neolithikum. Auch während der Römerzeit bestand hier eine Siedlung.
Der heutige Ortsname ist vom gallorömischen Personennamen Masirius abgeleitet und bedeutet so viel wie Landgut des Masirius. Im Mittelalter lag Messery in einem Gebiet, das zwischen den Grafen von Faucigny, den Grafen von Genf und den Herzögen von Savoyen umstritten war.

## Sehenswürdigkeiten
Der Bau der Dorfkirche stammt von 1841.

## Bevölkerung
| Jahr                       | 1962 | 1968 | 1975 | 1982 | 1990 | 1999 |
| Einwohner                  | 336  | 393  | 580  | 844  | 1146 | 1461 |
| Quellen: Cassini und INSEE |      |      |      |      |      |      |

Mit 2373 Einwohnern (Stand 1. Januar 2022) gehört Messery zu den mittelgroßen Gemeinden des Département Haute-Savoie. In den letzten Jahrzehnten wurde ein sehr starkes Wachstum der Einwohnerzahl verzeichnet. Außerhalb der Ortschaft in der Nähe des Seeufers befinden sich zahlreiche Zweitwohnsitze.

## Wirtschaft und Infrastruktur
Messery war bis weit ins 20. Jahrhundert hinein ein vorwiegend durch die Landwirtschaft geprägtes Dorf. Heute gibt es zahlreiche Erwerbstätige, die in den umliegenden größeren Ortschaften ihrer Arbeit nachgehen und zum Teil auch nach Genf pendeln.
Der Ort besitzt einen kleinen Hafen. Öffentlich zugänglich ist das Seeufer an den Orten La Pointe und Sous les Prés mit Badestränden und Picknickplätzen. Messery liegt abseits der größeren Durchgangsstraßen, ist aber von Douvaine aus leicht zu erreichen. Weitere Verbindungen bestehen mit Yvoire und Hermance.